# الجمعية الكيميائية الأمريكية
الجمعية الكيميائية الأمريكية (اختصاراً ACS) هي جمعية علمية غير ربحية في الولايات المتحدة الأمريكية تعنى بدعم البحث العلمي في مجال الكيمياء. تأسست في جامعة نيويورك سنة 1876، وتعد اليوم أكبر جمعية علمية في العالم، وإحدى المصادر البارزة للمعلومات العلمية الموثقة في مجال الكيمياء. تضم الجمعية اليوم أكثر من 158 ألف عضو في كافة درجات وفروع علم الكيمياء والهندسة الكيميائية وما إلى ذلك من المجالات العلمية.
تعقد الجمعية لقاءين علميين شاملين لكل فروع الكيمياء مرتين في العام، إلى جانب العديد من المؤتمرات واللقاءات الأصغر في فروع كيميائية معينة. ويتبع الجمعية قسم للنشر تصدر عنه العديد من الدوريات العلمية، أبرزها مجلة الجمعية الكيميائية الأمريكية (بالإنجليزية: Journal of the American Chemical Society)‏ و«نانو ليترز» (بالإنجليزية: Nano Letters)‏ و«إيه سي إس نانو» (بالإنجليزية: ACS Nano)‏. وتتوزع عضوية الجمعية على 186 قسمًا جغرافيًا محليًا و32 قسمًا تقنيًا.

## وصلات خارجية
- الجمعية الكيميائية الأمريكية على موقع الموسوعة البريطانية (الإنجليزية)
- الموقع الرسمي للجمعية (بالإنجليزية)